# ROC nos Jogos Olímpicos de Verão de 2020
Esperava-se que a Rússia competisse nos Jogos Olímpicos de Verão de 2020 em Tóquio, agora adiados para 23 de julho a 8 de agosto de 2021 por causa da pandemia de COVID-19. Seria a sétima aparição consecutiva do país nos Jogos Olímpicos de Verão como uma nação independente, mas seus atletas serão inscritos e representarão o "Comitê Olímpico Russo" e usarão a sigla "ROC" para o nome do país. Todas as exibições públicas do nome do participante da organização devem usar a sigla "ROC", não "Comitê Olímpico Russo".
Como o nome ROC não pode ser traduzido para o japonês, a sigla é pronunciada R.O.C. (Āru Ō Shī). Como resultado, de acordo com a ordem tradicional dos caracteres japoneses, a equipe desfilará logo após a equipe de refugiados do COI (I.O.C., Ai Ō Shī), na 3ª posição.
Este é o resultado de uma decisão da Agência Mundial Antidoping (WADA) em 9 de dezembro de 2019 banindo a Rússia de todos os esportes internacionais por quatro anos, depois que foi descoberto que os dados fornecidos pela Agência Antidoping Russa foram manipulados por autoridades russas com o objetivo de proteger os atletas envolvidos em seu esquema de doping patrocinado pelo estado. Como nas Olimpíadas de Inverno de 2018, a WADA permitiria que atletas russos autorizados competissem de forma neutra sob um título a ser determinado (que pode não incluir o nome "Rússia", ao contrário do uso de "Atletas Olímpicos da Rússia" em 2018).
Posteriormente, a Rússia entrou com um recurso no Tribunal Arbitral do Esporte (CAS) contra a decisão da WADA. O Tribunal Arbitral do Esporte, na revisão do recurso da Rússia de seu caso da WADA, decidiu em 17 de dezembro de 2020 para reduzir a penalidade que a WADA havia colocado. Em vez de banir a Rússia de eventos esportivos, a decisão permitiu que a Rússia participasse das Olimpíadas e outros eventos internacionais, mas por um período de dois anos, a equipe não pode usar o nome, bandeira ou hino russo e deve se apresentar como "Atleta Neutro" ou "Equipe Neutra". A decisão permite que os uniformes das equipes exibam "Rússia" no uniforme, bem como o uso das cores da bandeira russa no design do uniforme, embora o nome deva ter predominância igual à designação "Atleta Neutro/Equipe". A Rússia pode apelar da decisão.
Em 19 de fevereiro de 2021, foi anunciado que a Rússia competiria sob a sigla "ROC", em homenagem ao nome do Comitê Olímpico Russo, embora o nome do próprio comitê não pudesse ser usado para se referir à delegação. No Atletismo, não mais do que 10 Atletas Neutros Autorizados (ANA) serão concedidos pela World Athletics ao Comitê Olímpico Russo. A Rússia seria representada pela bandeira do Comitê Olímpico Russo. Também seria permitido o uso de uniformes de equipe com a palavra "Russo", desde que o termo "Atletas Neutros" fosse adicionado.
Em 15 de abril de 2021, os uniformes dos atletas russos neutros foram revelados. Em 22 de abril de 2021, a substituição do hino da Rússia foi aprovada pelo COI, depois que uma escolha anterior da canção folclórica russa "Katyusha" foi rejeitada. Será usado um fragmento do Concerto para Piano No. 1 de Piotr Tchaikovski.

## Competidores
A seguir está a lista do número de competidores que participam dos Jogos:
| Esporte            | Homens | Mulheres | Total |
| ------------------ | ------ | -------- | ----- |
| Atletismo          | 6      | 4        | 10    |
| Badminton          | 3      | 1        | 4     |
| Basquetebol        | 4      | 4        | 8     |
| Boxe               | 7      | 4        | 11    |
| Canoagem           | 9      | 8        | 17    |
| Ciclismo           | 9      | 9        | 18    |
| Escalada esportiva | 1      | 2        | 3     |
| Esgrima            | 12     | 11       | 23    |
| Ginástica          | 8      | 15       | 23    |
| Halterofilismo     | 1      | 1        | 2     |
| Handebol           | 0      | 14       | 14    |
| Hipismo            | 2      | 3        | 5     |
| Judô               | 7      | 6        | 13    |
| Karaté             | 0      | 1        | 1     |
| Lutas              | 11     | 6        | 17    |
| Natação            | 21     | 15       | 36    |
| Natação artística  | —      | 8        | 8     |
| Pentatlo moderno   | 1      | 2        | 3     |
| Polo aquático      | 0      | 12       | 12    |
| Remo               | 3      | 7        | 10    |
| Rugby sevens       | 0      | 12       | 12    |
| Saltos ornamentais | 4      | 3        | 7     |
| Taekwondo          | 3      | 1        | 4     |
| Tênis              | 4      | 4        | 8     |
| Tênis de mesa      | 1      | 2        | 3     |
| Tiro               | 8      | 9        | 17    |
| Tiro com arco      | 1      | 3        | 4     |
| Triatlo            | 2      | 2        | 4     |
| Vela               | 4      | 2        | 6     |
| Voleibol           | 16     | 14       | 30    |
| Total              | 148    | 185      | 333   |

## Medalhistas
| Medalha           | Nome                                                                     | Esporte            | Evento                                 | Data        |
| ----------------- | ------------------------------------------------------------------------ | ------------------ | -------------------------------------- | ----------- |
| Medalha de ouro   | Vitalina Batsarashkina                                                   | Tiro               | Pistola de ar 10 m feminino            | 25 de julho |
| Medalha de ouro   | Sofia Pozdniakova                                                        | Esgrima            | Sabre individual feminino              | 26 de julho |
| Medalha de ouro   | Denis Ablyazin David Belyavskiy Artur Dalaloyan Nikita Nagornyy          | Ginástica          | Equipe masculinas                      | 26 de julho |
| Medalha de ouro   | Maksim Khramtsov                                                         | Taekwondo          | Até 80 kg masculino                    | 26 de julho |
| Medalha de ouro   | Evgeny Rylov                                                             | Natação            | 100 m costas masculino                 | 27 de julho |
| Medalha de ouro   | Lilia Akhaimova Viktoria Listunova Angelina Melnikova Vladislava Urazova | Ginástica          | Equipe femininas                       | 27 de julho |
| Medalha de ouro   | Vladislav Larin                                                          | Taekwondo          | Mais de 80 kg masculino                | 27 de julho |
| Medalha de prata  | Anastasiia Galashina                                                     | Tiro               | Carabina de ar 10 m feminino           | 24 de julho |
| Medalha de prata  | Svetlana Gomboeva Elena Osipova Ksenia Perova                            | Tiro com arco      | Equipes femininas                      | 25 de julho |
| Medalha de prata  | Inna Deriglazova                                                         | Esgrima            | Florete individual feminino            | 25 de julho |
| Medalha de prata  | Tatiana Minina                                                           | Taekwondo          | Até 57 kg feminino                     | 25 de julho |
| Medalha de prata  | Sofya Velikaya                                                           | Esgrima            | Sabre individual feminino              | 26 de julho |
| Medalha de prata  | Kliment Kolesnikov                                                       | Natação            | 100 m costas masculino                 | 27 de julho |
| Medalha de prata  | Vitalina Batsarashkina Artem Chernousov                                  | Tiro               | Pistola de ar 10 m duplas mistas       | 27 de julho |
| Medalha de bronze | Mikhail Artamonov                                                        | Taekwondo          | Até 58 kg masculino                    | 24 de julho |
| Medalha de bronze | Larisa Korobeynikova                                                     | Esgrima            | Sabre individual feminino              | 25 de julho |
| Medalha de bronze | Aleksandr Bondar Viktor Minibaev                                         | Saltos ornamentais | Plataforma 10 m sincronizado masculino | 26 de julho |
| Medalha de bronze | Yulia Karimova Sergey Kamenskiy                                          | Tiro               | Carabina de ar 10 m equipes mistas     | 27 de julho |

| Esporte            | 1 | 2 | 3 | Total |
| Tiro               | 0 | 1 | 0 | 1     |
| Saltos ornamentais | 0 | 0 | 1 | 1     |
| Esgrima            | 1 | 2 | 1 | 4     |
| Ginástica          | 2 | 0 | 0 | 2     |
| Tiro               | 1 | 2 | 1 | 4     |
| Natação            | 1 | 1 | 0 | 2     |
| Taekwondo          | 2 | 1 | 1 | 4     |
| Total              | 7 | 7 | 4 | 18    |

| Day         | 1 | 2 | 3 | Total |
| 24 de julho | 0 | 1 | 1 | 2     |
| 25 de julho | 1 | 3 | 1 | 5     |
| 26 de julho | 3 | 1 | 1 | 5     |
| 27 de julho | 3 | 2 | 1 | 6     |
| 28 de julho | 0 | 0 | 0 | 0     |
| 29 de julho | 0 | 0 | 0 | 0     |
| 30 de julho | 0 | 0 | 0 | 0     |
| 31 de julho | 0 | 0 | 0 | 0     |
| 1 de agosto | 0 | 0 | 0 | 0     |
| 2 de agosto | 0 | 0 | 0 | 0     |
| 3 de agosto | 0 | 0 | 0 | 0     |
| 4 de agosto | 0 | 0 | 0 | 0     |
| 5 de agosto | 0 | 0 | 0 | 0     |
| 6 de agosto | 0 | 0 | 0 | 0     |
| 7 de agosto | 0 | 0 | 0 | 0     |
| 8 de agosto | 0 | 0 | 0 | 0     |
| Total       | 7 | 7 | 4 | 18    |